# Flextronics
Flextronics International Ltd. (kendt som Flextronics eller Flex) (NASDAQ: FLEX

) er en multinational elektronikvirksomhed. Den tilbyder forskellige services inden for elektronik dvs. design, fabrikation, distribution og efter-marked-services til original equipment manufacturers (OEMs). Flextronics er oprindeligt baseret i Silicon Valley i USA, men er registret i Singapore. Det er målt på omsætning verdens næststørste virksomhed inden for elektronik-fremstillingsservices.
Flextronics har fabrikker i over 30 lande på omkring 2,72 millioner m2 og 200.000 ansatte. I Danmark har Flextronics tidligere haft elektronikfabrikker i Skive (lukkede i 2011) og i Pandrup (lukkede i 2012

## Historie
I 1969 blev virksomheden etableret af Joe McKenzie i Silicon Valley som Flextronics, Inc.. I 1980 blev virksomheden solgt til Bob Todd, Joe Sullivan og Jack Watts. I 1981 blev virksomheden børsnoteret.
I 1990 blev virksomheden afnoteret børsen og skiftede navn til Flextronics International, Ltd. med Singapore som den nye base. I 1993 modtog virksomheden venture kapital gennem Sequoia Capital, og i 1994 blev den igen børsnoteret. Virksomhedens elektronikfabrik i Richardson, Texas blev lukket i 1996. Der blev overtaget to virksomheder i Hongkong, Astron Group og FICO Plastics Ltd. og en svensk virksomhed, Ericsson Business Networks. I 2005 blev opkøbt fabrikationsafdelingen i Nortel networks og i 2007 i Solectron. I 2006 overtog Flextronics en del af produktionen fra LEGO, men i 2009 stoppede LEGO den aftale og opkøbte produktionsfaciliteterne i Mexico og Ungarn.
I 2009 bekendtgjorde Flextronics at de var blevet udvalgt af LG Electronics (LGE), til at fabrikere tv-apparater i 19, 22, 26, 32 og 37" LCD-format fra sin fabrik i Juarez i Mexico.

## Forretningsområder

### Højpålidelighedsløsninger
Højpålidelighedsløsninger dækker flyelektronik, motorelektronik, holdbar kommunikation, nattesynssystemer, sikkerhedssystemer og overvågning. Desuden elektronik indefor belysning og transmission af elektricitet.

### Højhastighedsløsninger
Højhastighedsløsninger dækker forbrugerlektronik såsom mobiltelefoner, smartphones, portable lydafspillere, wearable elektronik, trådløse enheder, home entertainment, spilkonsoller, printere, PCere, bærbare computere, tabletcomputere. Desuden set top boxe, gateways, femtocells, home automation devices and VoIP terminaler.

### Integrerede netværksløsninger
Integrerede netværksløsninger dækker telekommunikation inklusive optiske netværk, virksomhedsnetværk og servere.

### Industrier og spirende industrier
Industrier og spirende industrier dækker udstyr, kapitaludstyr, self-service-produkter, sikkerhed, tryghed og navigation. Flextronics Special Business Solutions (SBS) er specialiseret i fabrikation af enheder i lavere antal og meget forskelligartede produkter til alle brancher.

## Kunder
Oversigt over væsentlige kunder, som Flextronics tilbyder design, fremstilling eller efter-marked-services:
| Virksomhed          | Slutprodukt                                                        |
| ------------------- | ------------------------------------------------------------------ |
| Alcatel-Lucent      | Telekommunikationsløsninger til erhverv samt routere og switche    |
| Cisco               | Routere, switche, trådløse løsninger infrastructure                |
| Ericsson            | Radionstationer for Long Term Evolution og GSM infrastruktur       |
| Ford Motor Company  | SYNC-moduler, belysningsprodukter, Solenoider og bevægelseskontrol |
| Hewlett-Packard     | Bærbare og netbook computere, blækprintere og lagringsenheder      |
| Huawei Technologies | Trådløs telekommunikations-infrastruktur og smartphones            |
| Lenovo              | Stationære og bærbare computere                                    |
| Intel               | coprocessor                                                        |
| Microsoft           | Computer-periferiudstyr og forbrugerlektronik                      |
| Apple Inc.          | Led i forsyningskæden                                              |

## Notes
1. ↑  "Flextronics - About Us". Arkiveret fra originalen 19. marts 2014. Hentet 9. marts 2014.
2. ↑  "Sequoia Capital funds Flextronics". Arkiveret fra originalen 16. juni 2009. Hentet 9. marts 2014.
3. ↑   Arkiveret 5. november 2013 hos  Wayback Machine  (Webside ikke længere tilgængelig)
4. ↑   (Webside ikke længere tilgængelig)
5. ↑  "Flextronics annual report". Arkiveret fra originalen 11. februar 2021. Hentet 9. marts 2014.